# Грлич, Любиша
Любиша Грлич (хорв. Ljubiša Grlić; Пустой шаблон {{ВД-Преамбула}} ) — хорватский фармаколог, лексикограф и специалист в области изучения наркотических веществ.

## Биография
Любиша Грлич родился в марте 1921 года в Загребе. Окончив в 1939 году гимназию, он поступил в Загребский университет, где спустя четыре года получил диплом фармацевта. После выпуска из университета Грлич работал в одной из городских больниц, пока в 1945 году не поступил на службу в ряды югославской народной армии, проведя следующие шесть лет в одной из её химико-гигиенических лабораторий. Два года после этого он проработал в Центральном гигиеническом институте Социалистической республики Хорватия, после чего на пять лет пополнил штат сотрудников Института по испытанию лекарств.
В 1958 году Грлич, под руководством фармакогноста Бранки Акачич, защитил докторскую диссертацию по теме исследования галеновых препаратов и опиатов. После получения докторской степени, Любиша Грлич на два года, в качестве эксперта по опиумным наркотикам, был привлечён к работе в лаборатории ООН в Женеве. Вернувшись в Хорватию, он вновь присоединился к Институту по испытанию лекарств, покинув его только в 1964 году. С 1965 по 1981 год он занял пост одного из редакторов Югославского лексикографического института, на котором он занимался написанием для словарных и энциклопедических статей по фармакологии, химии и ботанике. В 1969 году на короткий период Грлич был вынужден отойти от лекскографической деятельности, из-за приглашения в США, где он около года исполнял обязанности советника по изучению марихуаны при институте судебной медицины Нью-Йоркского университета.
Помимо прочего, Любиша Грлич был автором около 140 научных работ о наркотических веществах, составителем нескольких словарей и эницклопедий по химии и фармакологии, а также с 1969 по 1983 год он являлся главным редактором югославского фармацевтического журнала «Acta pharmaceutica Jugoslavica».